# Campionato centramericano femminile di pallacanestro 2017
Il 21º Campionato dell'America Centrale e Caraibico Femminile di Pallacanestro FIBA (noto anche come FIBA Centrobasket for Women 2017) si è svolto dal 12 al 16 luglio del 2017 a Saint Thomas nelle Isole Vergini Americane. Il torneo è stato vinto dalla nazionale americo-verginiana.
I FIBA Centrobasket sono una manifestazione contesa dalle squadre nazionali di Messico, Centro America e Caraibi, organizzata dalla CONCENCABA (Confederazione America Centrale e Caraibi), nell'ambito della FIBA Americas.

## Squadre partecipanti
- Bahamas
- Giamaica
- Guatemala
- Isole Vergini Americane
- Messico
- Porto Rico

## Classifica finale
| Pos | Squadra | V-P |
| --- | --- | --- |
|     | Isole Vergini Americane3 Ephraim, 4 Wallace, 5 Carey, 6 Barry, 7 Day, 8 Claxton, 9 Bough, 10 Hamilton, 11 Matthew, 12 Tate, 13 Jones, 14 George, All. William Colón    | 4-1 |
|     | Messico4 Castro, 5 Luna, 6 Ávila, 7 Martínez, 8 Beltrán, 9 Silva, 10 Saad, 11 Pardo, 12 Nuñez, 13 Lara, 14 Valenzuela, 15 Orozco, All. Javier Alonso                   | 4-1 |
|     | Porto Rico1 Meléndez, 2 Santos, 3 Martucci, 5 Rosado, 7 Bermúdez, 10 Crespo, 11 González, 12 Salamán, 14 Plácido, 22 Pérez, 24 Jones, 25 Quiñones, All. Jerry Batista  | 4-1 |
| 4   | Giamaica4 T. Gordon, 5 A. Gordon, 6 Dell, 7 L. Gordon, 8 Dixon, 9 Draggon, 10 Latouche, 11 Smith, 12 Dias, 13 Y. Gordon, 14 Lamonth, 15 Bannister, All. Timothy Eatman | 2-3 |
| 5   | Bahamas4 Nesbitt, 5 Gilbert, 6 Lewis, 7 Delancy, 8 Bethel, 9 Rolle, 10 Neely, 11 Grant, 12 Pierre, 13 Kelly, 14 Fernander, 15 Poitier, All. Yolette McPhee             | 1-4 |
| 6   | Guatemala4 López, 5 Cano, 6 García, 7 Aldana, 8 González, 9 Chavarría, 10 del Valle, 11 Cárdenas, 12 Rosales, 13 Rivas, 14 Vásquez, 15 Juarez, All. José Luis Damaso   | 0-5 |